# هستی‌خداشناسی
هستی‌خداشناسی (به انگلیسی: Ontotheology)، به معنای هستی‌شناسی خدا و/یا خداشناسی هستی است. در حالی که این واژه برای نخستین بار توسط امانوئل کانت استفاده شد، تنها با اهمیتی که برای اندیشه بعدی مارتین هایدگر داشت، به اصطلاح فلسفی گسترده‌تری وارد شد. در حالی که از نظر هایدگر، این اصطلاح برای نقد کل سنت «متافیزیک غربی» به کار می‌رود، بسیاری از پژوهش‌های اخیر در پی این سؤال بوده‌اند که آیا «هستی‌شناسی» در نقطه‌ای از سنت متافیزیکی توسعه یافته‌است، و بسیاری در پی آن هستند که توسعه «متافیزیک» را برابر بدانند. تفکر هستی‌خداشناسی با توسعه مدرنیته، و از دانس اسکوتوس اغلب به‌عنوان نخستین «هستی‌خداشناس» یاد می‌شود.